# پیتر باتروورث
پیتر باتروورث (انگلیسی: Peter Butterworth؛ ۴ فوریهٔ ۱۹۱۹ – ۱۶ ژانویهٔ ۱۹۷۹) یک هنرپیشه و کمدین اهل بریتانیا بود. وی بین سال‌های ۱۹۴۸ تا ۱۹۷۹ میلادی فعالیت می‌کرد.
از فیلم‌ها یا برنامه‌های تلویزیونی که وی در آن نقش داشته‌است می‌توان به ادامه بده... تا بالای خیبر، نخستین سرقت بزرگ قطار، رابین و ماریان، ادامه بده، تام انگشتی، تار عنکبوت اشاره کرد.